# Stonecrest
Stonecrest – amerykańskie miasto w hrabstwie DeKalb, w stanie Georgia. Według spisu w 2020 roku liczy 59,2 tys. mieszkańców. Jest częścią obszaru metropolitalnego Atlanty. 
Stonecrest jest miastem dopiero od 2017 roku, kiedy mieszkańcy dawnego niezarejestrowanego południowo-wschodniego obszaru hrabstwa DeKalb głosowali w listopadzie 2016 r. za oficjalnym staniem się miastem. 
Ponadprzeciętnie 90% mieszkańców to Afroamerykanie lub czarnoskórzy Amerykanie.